# Christina Ochoa
Christina Ochoa, född 25 januari 1985 i Barcelona, är en spansk-amerikansk skådespelare.
Ochoa har bland annat medverkat i TV-serierna Animal Kingdom (2016-2022) och A Million Little Things (2018-2019). Hon har även medverkat i filmen MVP från 2022.

## Filmografi (i urval)
- 2016–2022 – Animal Kingdom (TV-serie)
- 2018–2019 – A Million Little Things (TV-serie)
- 2022 – MVP